# Jin Mao Tower
Jin Mao Tower (hrvatski: Toranj Jin Mao, tradicionalno kineski: : 金茂大廈) neboder je u kineskom gradu Shangaju.

## Gradnja
Gradnja je započela 1994. te je trajala do 1999., kada je zgrada potpuno puštena u uporabu. Konstruirana je tako da može izdržati udar tajfuna do 200 km/h i potres jačine 7 stupnjeva prema Richterovoj ljestvici. Procjenjeni troškovi radova iznosili su 530 milijuna USD.

## Osnovne karakteristike
Jin Mao Tower ima 88 katova, a ukupna visina zgrade iznosi 421 metar (370 metara do vrha krova te 421 metar do vrha antene). Koristi se za razne namjene: uredski prostori, hotelski smještaj (Shangai Grand Hyatt hotel, hotel s 5 zvjezdica i 555 soba), vidikovac (platforma koja prima do 1.000 ljudi, put dizalom do vrha traje 45 sekundi) te razne prodajne i ugostiteljske prostore, kao što su trgovine, barovi i slično. Ukupna površina prostora u zgradi iznosi 278.707 četvornih metara. Za prijevoz putnika postavljeno je 61 dizalo. 